# 北美濃地震
北美濃地震（きたみのじしん）は、1961年8月19日14時33分33秒に石川県加賀地方を震源として発生した地震。

## 概要
震央は北緯36度6分42秒、東経136度42分0秒の石川・福井・岐阜県境付近、震源の深さは10km、地震の規模はM=6.5〜7.5、Mw 6.4と推定されている。被害地周辺に鳩ヶ湯-小池断層と呼ばれる地質断層があるが、東京大学地震研究所による震央付近の現地調査の結果この地震で活動した形跡は見られず、震源断層とみられる断層は発見されなかった。

### 震度
気象庁の記録による各地の震度は次の通り
| 震度 | 都道府県 | 観測所                                        |
| ---- | -------- | --------------------------------------------- |
| 4    | 福井県   | 福井・大野通報所・敦賀                        |
| 4    | 長野県   | 諏訪・飯田                                    |
| 4    | 岐阜県   | 可児川通報所・白鳥通報所                      |
| 4    | 愛知県   | 名古屋                                        |
| 4    | 三重県   | 亀山測候所・津                                |
| 4    | 京都府   | 舞鶴                                          |
| 4    | 兵庫県   | 豊岡                                          |
| 3    | 長野県   | 長野・平岡通報所・三岳通報所                  |
| 3    | 岐阜県   | 高山・萩原通報所 恵那通報所・丸山通報所・岐阜 |
| 3    | 愛知県   | 伊良湖                                        |
| 3    | 三重県   | 上野                                          |
| 3    | 京都府   | 京都                                          |
| 3    | 兵庫県   | 神戸                                          |
| 3    | 新潟県   | 高田                                          |
| 3    | 山梨県   | 甲府・船津                                    |
| 3    | 富山県   | 富山・伏木                                    |
| 3    | 石川県   | 輪島・金沢                                    |
| 3    | 静岡県   | 浜松・佐久間通報所                            |
| 3    | 滋賀県   | 彦根                                          |
| 3    | 大阪府   | 大阪                                          |
| 3    | 奈良県   | 奈良                                          |

直下型地震であったため、震源地周辺は激しく揺れた。岐阜県北部の白山中居神社付近や朝日添川の流域、白川村大白川第二御母衣ダム建設工事現場付近で震度5、白山中居神社から白山登山路銚子ケ峰までの大杉林道では震度6を観測した。揺れは中部地方西部を中心に、東は関東地方、西は中国地方までの広い範囲で観測された。

### 余震
余震活動はほぼ同規模とされる三河地震に比べきわめて不活発で、地震の規模をM=7.2とした場合の余震域も余震域の面積を Aとして
{\displaystyle \log A=M-4}
で推定されるものに比べて著しく狭かった。本震の約1週間後の8月27日から9月20日にかけて岐阜県八幡町で行われた余震観測では余震数は順調に減少し、本震よりMが1から2程度小さいM 5-6のやや大きめの余震は観測されず、観測された余震はすべて規模が小さいものだけだった。
また、本震との関連性は不明であるが余震域以外の場所で局地的に地震が集中して発生していることが明らかになった。

## 被害
被害の多くは福井県に集中している。福井県における主な被害は道路の亀裂や山崩れで、大野市湯上では100mにわたって4-5条の道路の亀裂が発生し、垂直沈下が約30cm、水平移動が20cm発生した。その先300mも1-3条の道路の亀裂が発生した。国鉄バスの運転手によれば、朝日〜石徹白間の道路やその間の山では広範囲にわたって沈下し、人間が入れる幅で落差30cmの場所もあったという。落石の被害も多く、魚止付近では2mの大きさの落石があった。これらの被害を含め、福井県内では94ヵ所の山崩れや111ヵ所の道路損壊などが発生した。
山奥の人家の少ない地域を震源として発生した地震であり、家屋の被害は比較的少ない。主な家屋被害は地震動による家屋部分の直接被害に加え、家屋の基礎部分が損壊したことによる不同沈下の被害が多かった。福井県内では中村地区で藁葺き家屋10戸のすべての柱が3cm反時計回りに動いた。
人的被害は岐阜県と石川県で多く、岐阜県大野郡白川村では御母衣第2発電所の建設現場付近で大規模な地すべりが発生し、作業員が生き埋めとなり4名が死亡した。石川県石川郡白峰村（現・白山市）では登山中の大学生2名を含む4名が死亡した。
都道府県別の各被害は以下の通り。
| 被害項目     | 石川県 | 福井県  | 岐阜県 | 富山県 | 合計    |
| ------------ | ------ | ------- | ------ | ------ | ------- |
| 死者         | 4人    | 1人     | 3人    | 0人    | 8人     |
| 負傷者       | 7人    | 15人    | 15人   | 6人    | 43人    |
| 家屋全壊     | 0戸    | 12戸    | 0戸    | 0戸    | 12戸    |
| 家屋半壊     | 1戸    | 2戸     | 3戸    | 0戸    | 6戸     |
| 家屋一部破損 | 0戸    | 2戸     | 0戸    | 0戸    | 2戸     |
| 非住家被害   | 3戸    | 5戸     | 0戸    | 0戸    | 8戸     |
| 水田流出埋没 | 0he    | 1he     | 0he    | 0he    | 1he     |
| 畑流出埋没   | 0he    | 2he     | 0he    | 0he    | 2he     |
| 道路損壊     | 5ヵ所  | 111ヵ所 | 4ヵ所  | 0ヵ所  | 120ヵ所 |
| 山崩れ       | 5ヵ所  | 94ヵ所  | 0ヵ所  | 0ヵ所  | 99ヵ所  |
| 鉄道被害     | 0ヵ所  | 3ヵ所   | 0ヵ所  | 0ヵ所  | 3ヵ所   |
| 通信施設被害 | 0ヵ所  | 6ヵ所   | 0ヵ所  | 0ヵ所  | 6ヵ所   |
| 罹災世帯数   | 0世帯  | 14世帯  | 0世帯  | 0世帯  | 14世帯  |

## 他の地震との関連
吉田明夫、青木元らの研究によれば、1948年の福井地震(M7.1)、1969年の岐阜県中部地震(M6.6)、1984年の長野県西部地震(M6.8)と続いた一連の地震との関連性が指摘されている。